# Државни савјет Републике Италије
Државни савјет Републике Италије (итал. Consiglio di Stato della Repubblica Italiana) је савјетодавни и највиши упрвни орган у Италији. Задатак му је да надгледа рад државне управе.
Државни савјет, поред задатка да обезбјеђује законитост рада државне управе, има и савјетодавну улогу. Он може предлагати опште акте које мора премапотписати ресорни министар или предсједник Републике Италије. Државни савјет савјетује и државне органе у питањима тумачења нормативних аката Европске уније и тумачења закона које министар може упутити Државном савјету на разматрање.
Државни савјет има сљедеће чланове: предсједника, замјеника предсједника, предсједнике одјељења и државне савјетнике.